# Gonatodes machelae
Gonatodes machelae — вид геконів родини Sphaerodactylidae. Описаний у 2020 році.

## Назва
Один з авторів таксона Карлос Ріверо-Бланко назвав вид на честь своєї дружини Мачели.

## Поширення
Ендемік венесуельського острова Маргарита. Виявлений у Національному парку Серро-Ель-Копей. Мешкає у вологому лісі і серед чагарників на висоті 450—900 м над рівнем моря.